# Salutas

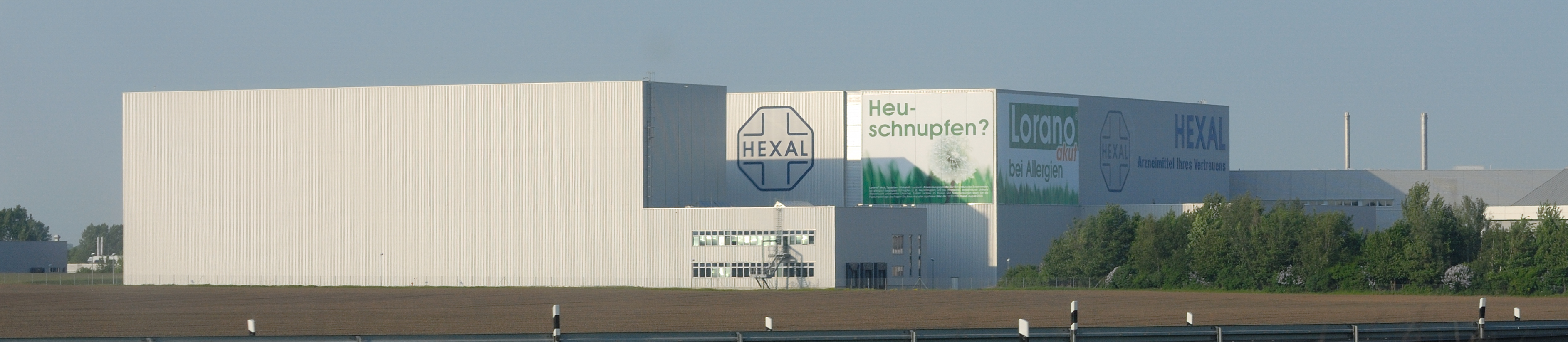
Hexal-Logo und -Werbung an einer Salutas-Halle in Barleben

Salutas Pharma ist ein deutsches Pharmaunternehmen mit Sitz in Barleben.
Salutas ist eine Tochtergesellschaft der Hexal AG, die innerhalb des Generika-Konzerns Sandoz tätig ist. Das Unternehmen ist mit rund 1300 Mitarbeitern einer der größten Arbeitgeber in Sachsen-Anhalt. Barleben ist der größte Produktionsstandort für Pharmaprodukte innerhalb des Sandoz-Verbunds. Die jährliche Produktion von rund 8 Milliarden Kapseln und Tabletten erfolgt für die Marken Hexal und 1 A Pharma. Das Logistikzentrum in Barleben dient der Distribution der vor Ort produzierten Fertigwaren und auswärtig eingekaufter Produkte für den Export in 75 Länder.
Der Unternehmensstandort in Osterweddingen dient der Produktion von Salben, Cremes und Gelen sowie niedrig dosierter Hormontabletten.

## Geschichte
Salutas entstand 1992 durch die Privatisierung der Pharmasparte von Fahlberg-List, die durch Hexal übernommen wurde. Im Jahr 1995 wurde der Standort in Barleben neu errichtet.